# アダムとイヴ (ルーベンス)

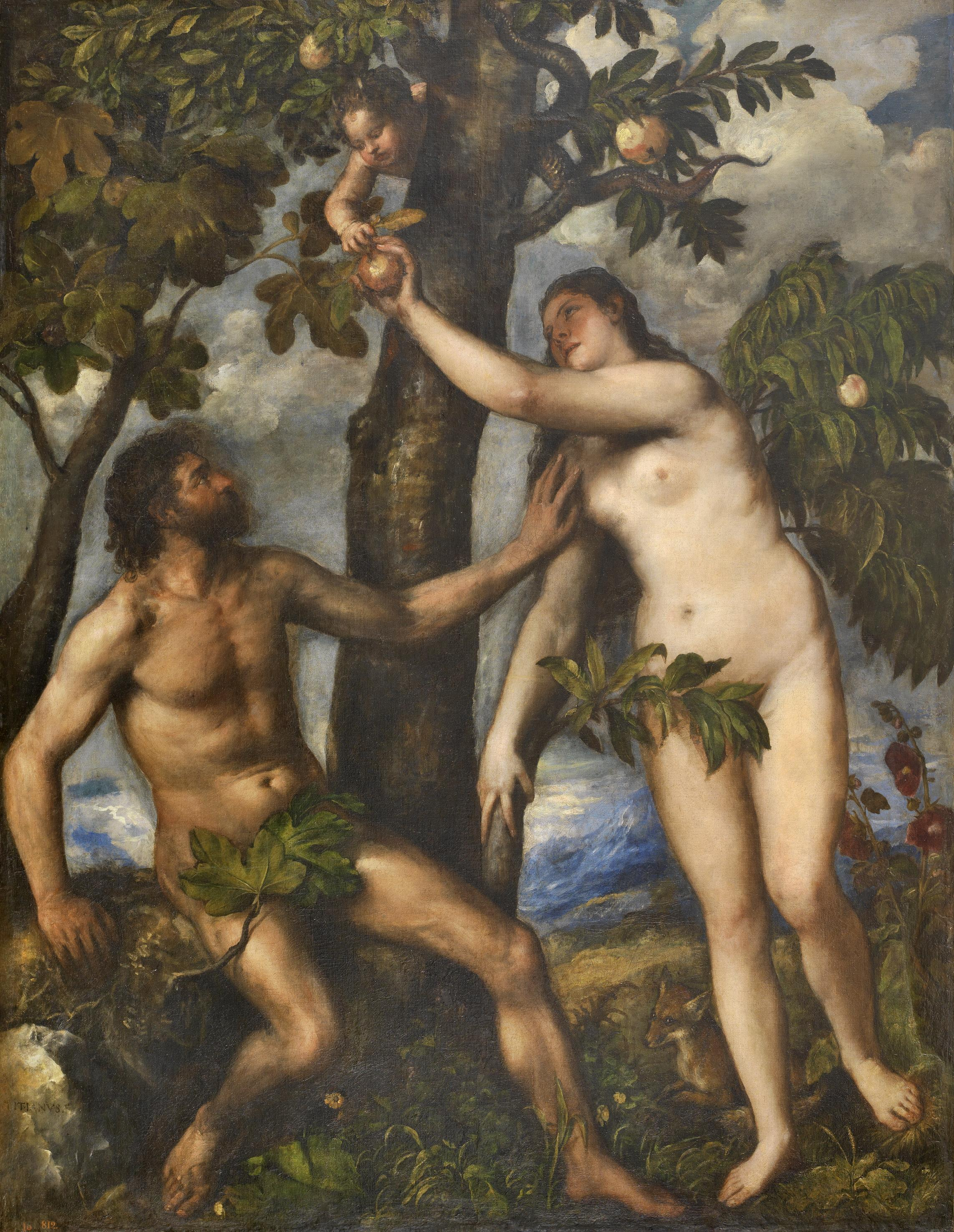
ティツィアーノ・ヴェチェッリオの1550年頃の作品『アダムとイヴ』。プラド美術館所蔵。

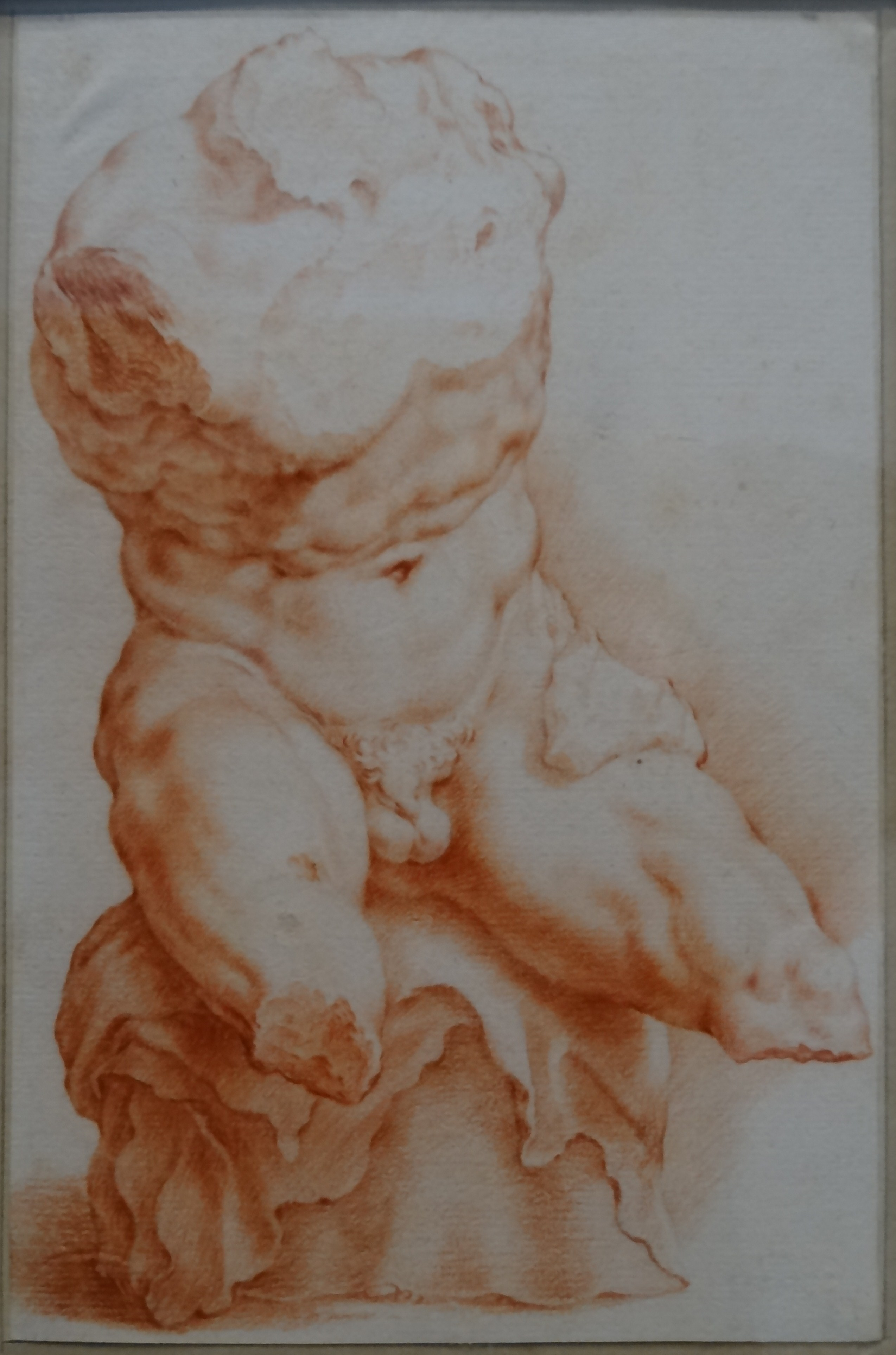
ルーベンスの『ベルヴェデーレのトルソ』の素描。ルーヴル美術館所蔵。

『アダムとイヴ』（西: Adán y Eva, 英: Adam and Eve）は、バロック期のフランドルの巨匠ピーテル・パウル・ルーベンスが1628年から1629年の間に制作した絵画である。油彩。主題は『旧約聖書』「創世記」のアダムとイヴの物語である。ルーベンスが外交官としてスペインを訪れた際に、ヴェネツィア派の巨匠ティツィアーノ・ヴェチェッリオの作品を模写したうちの1つであり、多くの変更を加えることでオリジナルよりも優れた作品に仕上げている。両作品ともにマドリードのプラド美術館に所蔵されている。

## 制作経緯
ルーベンスはイングランドとスペインの関係を調停するため、1628年から1629年にかけて外交官としてスペインを再訪した。当時のスペイン王室はティツィアーノの優れた絵画コレクションの宝庫であり、マドリードに滞在している間、これらのコレクションを見るだけでなく、多数の作品を模写することができた。ルーベンスはそれらをすべて自身のために行っており、帰国の際にはすべての模写を持ち帰っている。これらの模写の中には『エウロペの略奪』（The Rape of Europa）や『ディアナとカリスト』（Diana and Callisto）といった作品がある。

## 作品
ルーベンスはティツィアーノの作品に様々な変更を加えて模写している。最も注目されるのはアダムの姿勢の変更である。ルーベンスはイタリア時代にローマで素描した彫刻『ベルヴェデーレのトルソ』に基づいて、アダムの身体をオリジナルよりも真っ直ぐに起こし、より逞しく描いている。結果的にルーベンスの変更はティツィアーノがもともとの下絵で描いていたアダムの図像に近いものになり、アダムの下半身を覆っていたイチジクの葉を取り除くことを可能としている。さらにアダムの背後に立っている樹木の枝に善を象徴するオウムを描き加えることで、足元に悪徳と欲望の象徴と思われるキツネが描かれたイヴとの象徴的な対比を強調している。こうしたシンボリックな動物の用い方はアルブレヒト・デューラーの版画『アダムとイヴ』の影響と思われる。デューラーは狡猾さの象徴である猫をイヴの足元の画面中央の最前景に描き、それよりもやや引いた位置のアダムの足元にネズミを描くことで、アダムがイヴに従順であることを象徴的に示している。
このようにティツィアーノの『アダムとイヴ』に多くの変更を加えていることは、同時期に制作された『エウロペの略奪』の模写が極めて精緻であるのとはまったく対照的であり、単なる模写の枠を超えて、巨匠の作品の研究とも言うべきものとなっている。ルーベンスがこれらの模写を通じて、ヴェネツィア派の巨匠のより叙情的な造形言語を取り込もうとしたことは、晩年の闊達な筆致および色彩にとって重要な意味があり、この点において、これらの模写はルーベンスの芸術における決定的なターニングポイントを示している。

## 来歴
ルーベンスは模写をアントウェルペンに持ち帰り、1640年に死去するまで所有し続けた。ルーベンスの死後、絵画は遺産の一部として売却され、1645年にスペイン領ネーデルラント総督フェルナンド・デ・アウストリアを介したフェリペ4世によって購入されている。こうしてスペイン王室はティツィアーノとルーベンスの2つの『アダムとイヴ』を同時に所有したが、両絵画は別々の場所で飾られた。ルーベンスの『アダムとイヴ』は1674年にエル・パルド王宮の王室コレクションに加わえられ、約100年後の1772年にマドリードの新王宮（Palacio Nuevo）に移された。新王宮にはすでにティツィアーノの作品があり、ようやく両作品は同じ場所で所蔵されることとなった。本作品がプラド美術館に収蔵されたのはフェルナンド7世の死後の、ティツィアーノの作品が収蔵されるよりも数年遅い1834年のことである。

## ギャラリー
ルーベンスによるティツィアーノの模写は他に以下のような作品がある。

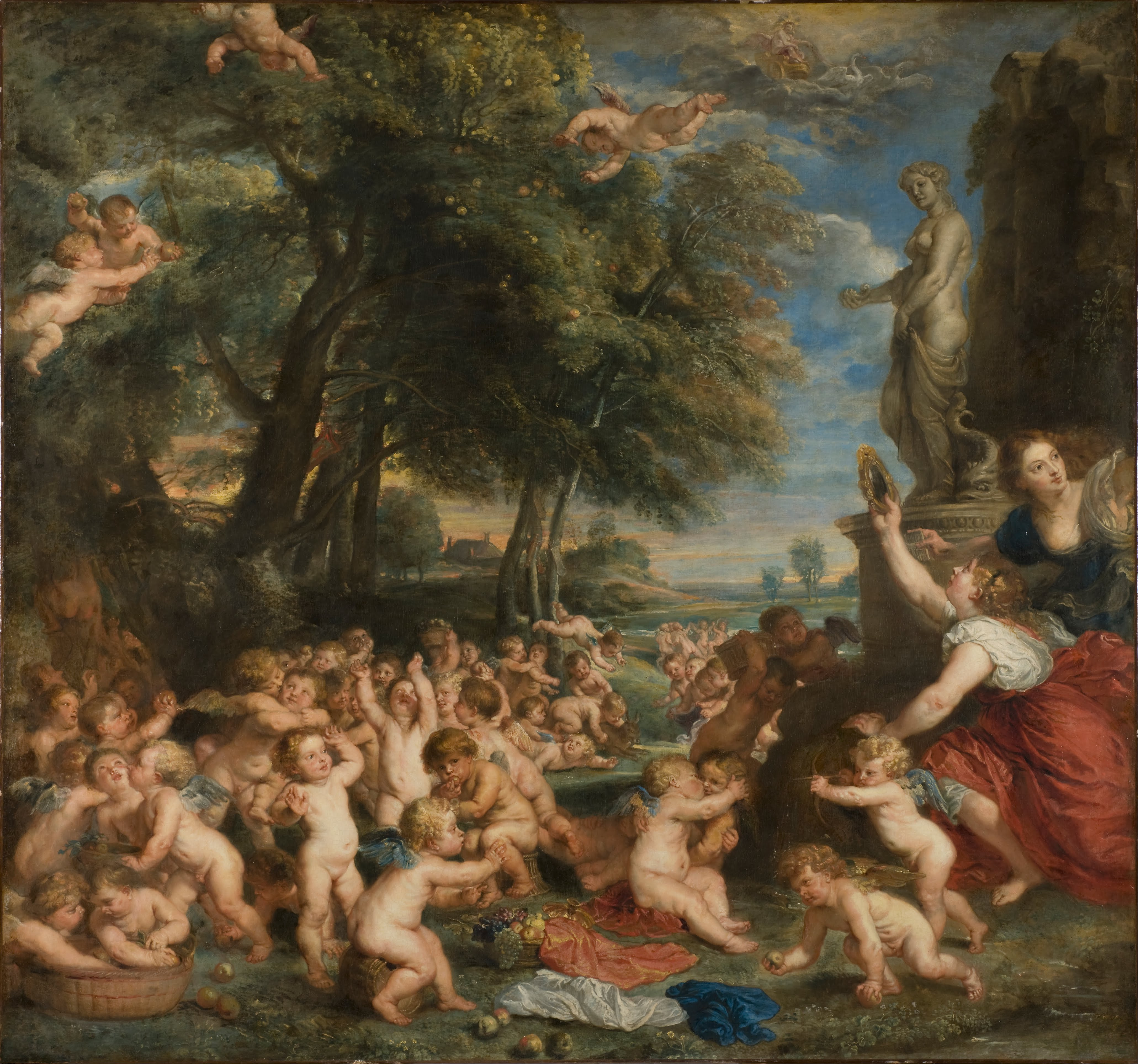
『ヴィーナスへの奉献』スウェーデン国立美術館所蔵
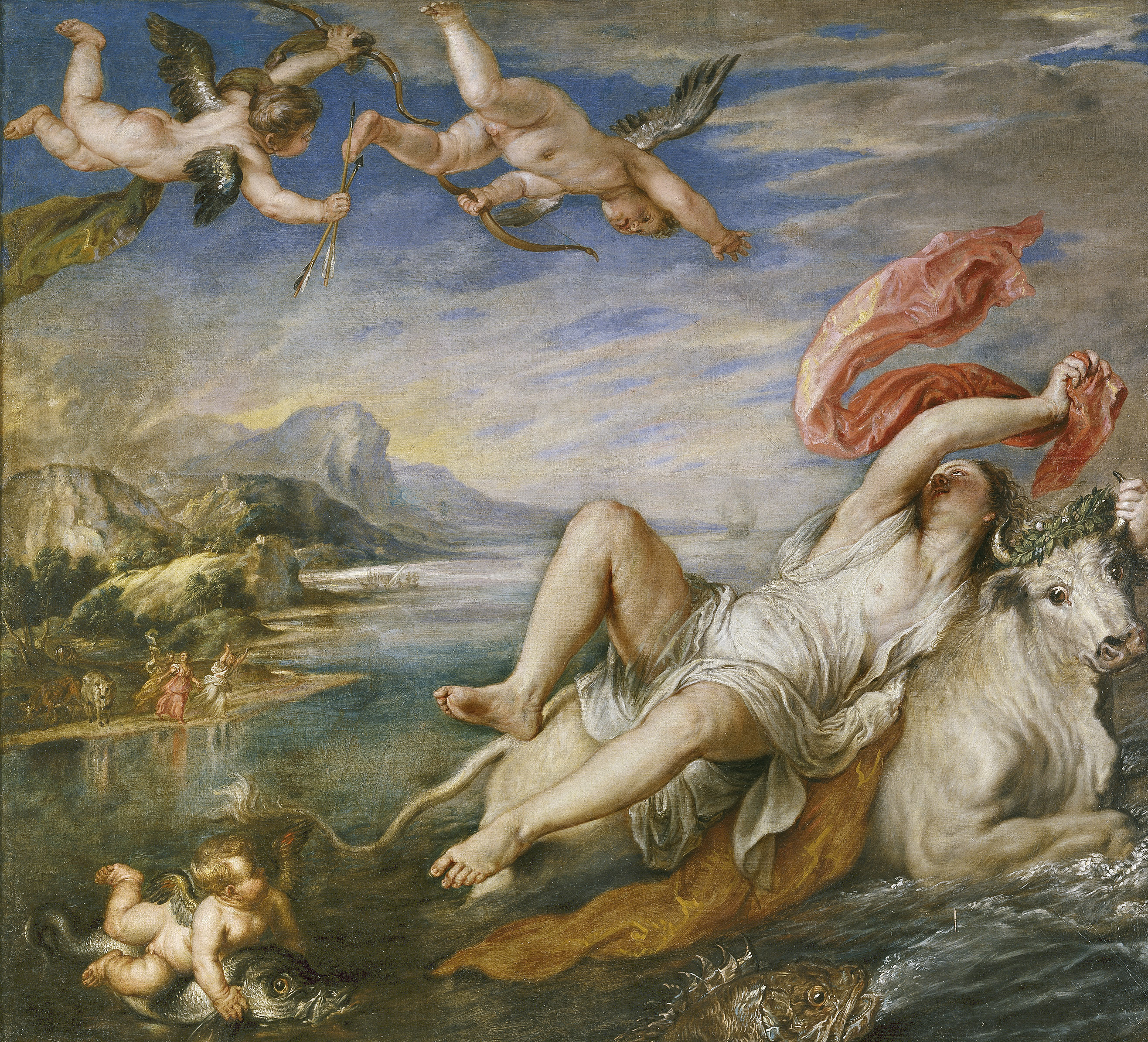
ティツィアーノ『エウロペの略奪』の模写。プラド美術館所蔵
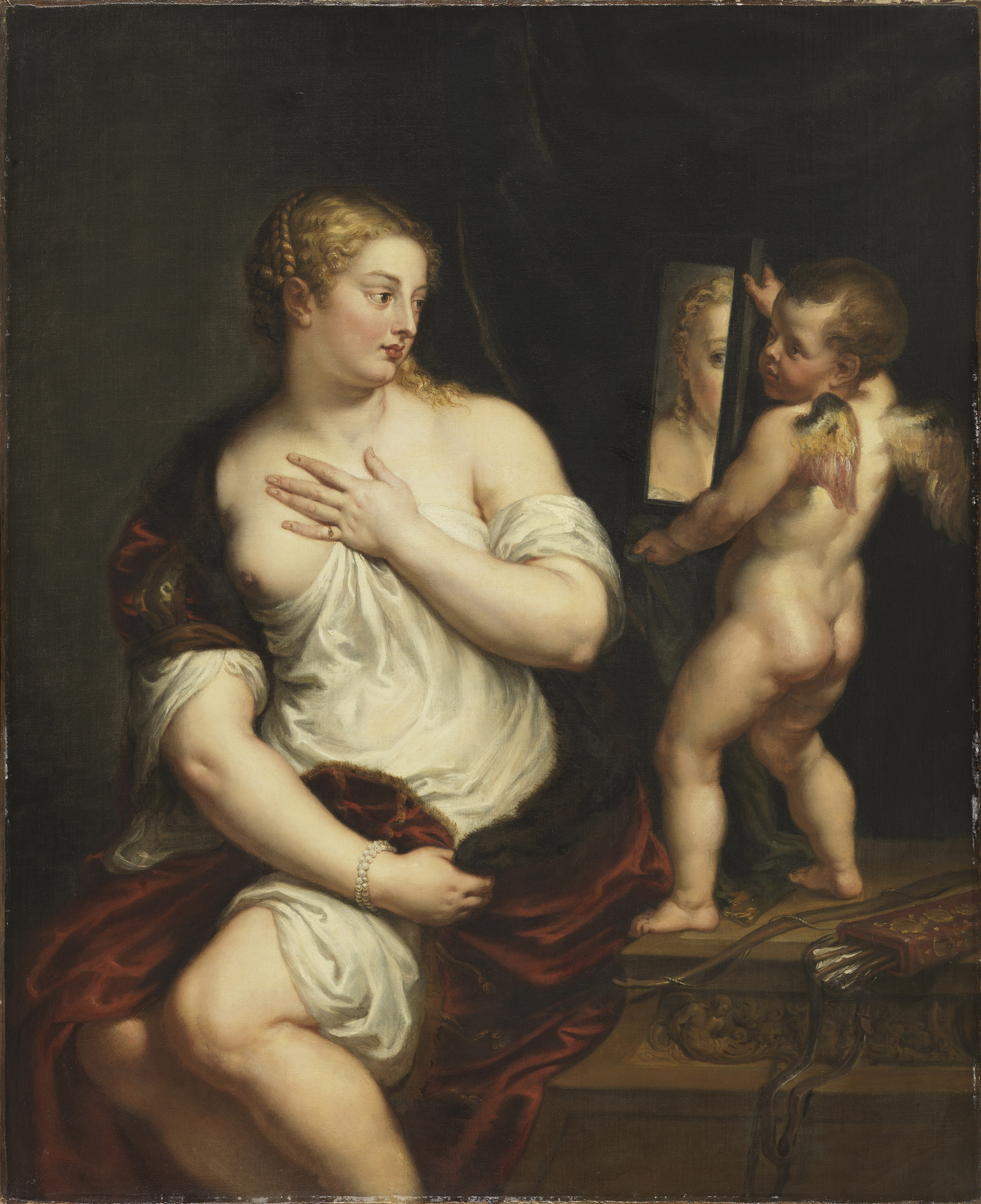
『ヴィ―ナウと鏡を持つキューピッド』ティッセン＝ボルネミッサ美術館所蔵